# Pahor Labib
Pahor Labib, o Bahour Labib, in lingua araba باهور لبيب, (Il Cairo, 19 settembre 1905 – Il Cairo, 7 maggio 1994), è stato un egittologo e coptologo egiziano.
Fu direttore del museo copto del Cairo, in Egitto, dal 1951 al 1965, ed uno dei più eminenti egittologi e coptologi del mondo.

## Biografia
Labib nacque nel 1905 al Cairo. Il padre era Cladius Labib, anch'egli egittologo e coptologo, uno dei primi egiziani a imparare a leggere i geroglifici dagli egittologi francesi, ed autore di un dizionario copto-arabo. Crebbe a ‘Ayn Shams, un sobborgo del Cairo, dove il padre possedeva una casa e qualche acro di terra (13 "feddan") usati per coltivare frutta e verdura.
Labib frequentò prima la "Great Coptic School", e poi la Khedivieh Secondary School, entrambe al Cairo. Dopo aver conseguito la "Bachaloria" si iscrisse alla facoltà di diritto. La facoltà di archeologia aveva aperto da poco, e si iscrisse anche a questa. L'ultimo anno gli esami dei due corsi si sovrapposero, ed egli scelse di seguire archeologia, che concluse con la lode.
Labib fu mandato a conseguire il master a Berlino, in Germania, nel 1930. Conseguì il Ph.D. presso l'Università Humboldt di Berlino nel 1934. Il soggetto della tesi fu re Ahmose, fondatore della XVIII dinastia egizia, colui che cacciò gli Hyksos dall'Egitto. Labib dimostrò che gli Hyksos erano rimasti in Egitto per 150 anni (prima si pensava che fossero rimasti per molto più tempo) e che arrivavano da Canaan. Fu il primo egiziano a conseguire un dottorato in egittologia. Tra i suoi insegnanti in Germana vi furono Hermann Grapow (con cui rimase in contatto fino alla morte di quest'ultimo nel 1967) e Kurt Sethe.
Labib fece ritorno in Egitto e nel 1935 fu nominato docente presso l'Istituto di Archeologia dell'università del Cairo. Nel 1945 ottenne il ruolo di Custode del Museo di antichità egiziane del Cairo. In seguito fu nominato direttore dei musei provinciali, e in questo periodo fondò alcuni nuovi musei, ampliando anche il museo di Assuan. Fu determinante nel trasferimento del museo Ismaila dalla Compagnia del Canale di Suez all'amministrazione del dipartimento di Antichità. Nel 1951 fu nominato direttore del museo copto, ruolo che ricoprì fino a quando, nel 1965, andò in pensione. 
Labib fu scelto come direttore del museo egizio nell'estate del 1964, per poter investigare sulla scomparsa di un pezzo del tesoro di Tutankhamon. Rimase direttore per un anno. Mentre era direttore del museo copto, lo trasformò in un centro di studio copto famoso in tutto il mondo. Fu uno dei primi ad utilizzare il termine "coptologia". Labib iniziò gli scavi ad Abu Mena, nel deserto occidentale, nel 1951. Grazie ai suoi contatti riuscì a costruire un dormitorio spazioso e ben arredato (costruito dal German Archeological Institute del Cairo). Papa Cirillo VI di Alessandria visitò più volte il palazzo, e vi soggiornò, mentre teneva le celebrazioni nell'antica cattedrale di Mena d'Egitto. In seguito papa Cirillo VI iniziò la costruzione del monastero di santa Mina. Labib fu coinvolto anche negli scavi di "Tel-Atrib", vicino alla città di Banha in Basso Egitto, sito di una grande cattedrale prima dell'invasione araba. Papa Shenuda III di Alessandria ne era interessato, e visitò il sito di questi scavi.

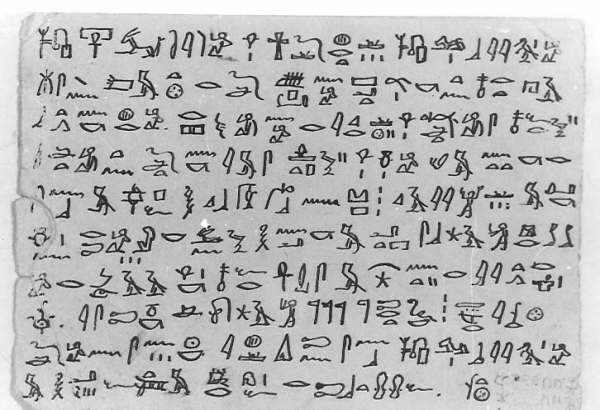
Pahor Labib fu uno dei più eminenti studiosi al mondo di lingua copta. In quanto egittologo, conosceva anche la lingua egizia. Qui è mostrata una lettera in geroglifici scritta nel 1932 dal professor Herman Grapow al suo studente Pahor Labib

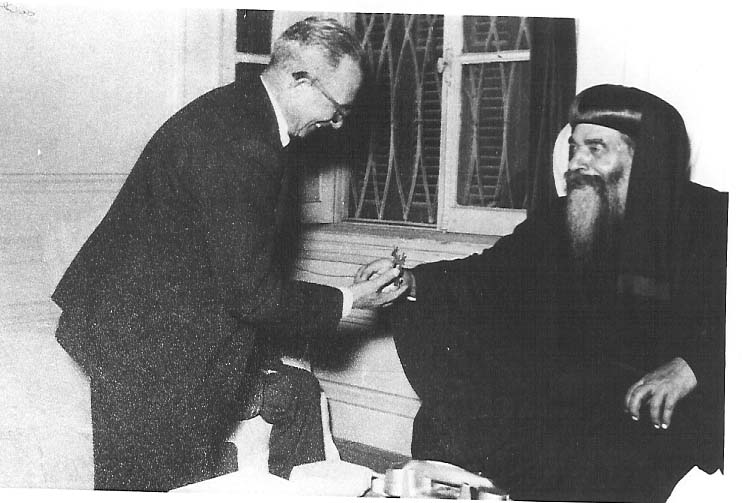
Papa Cirillo VI di Alessandria con Pahor Labib negli anni sessanta

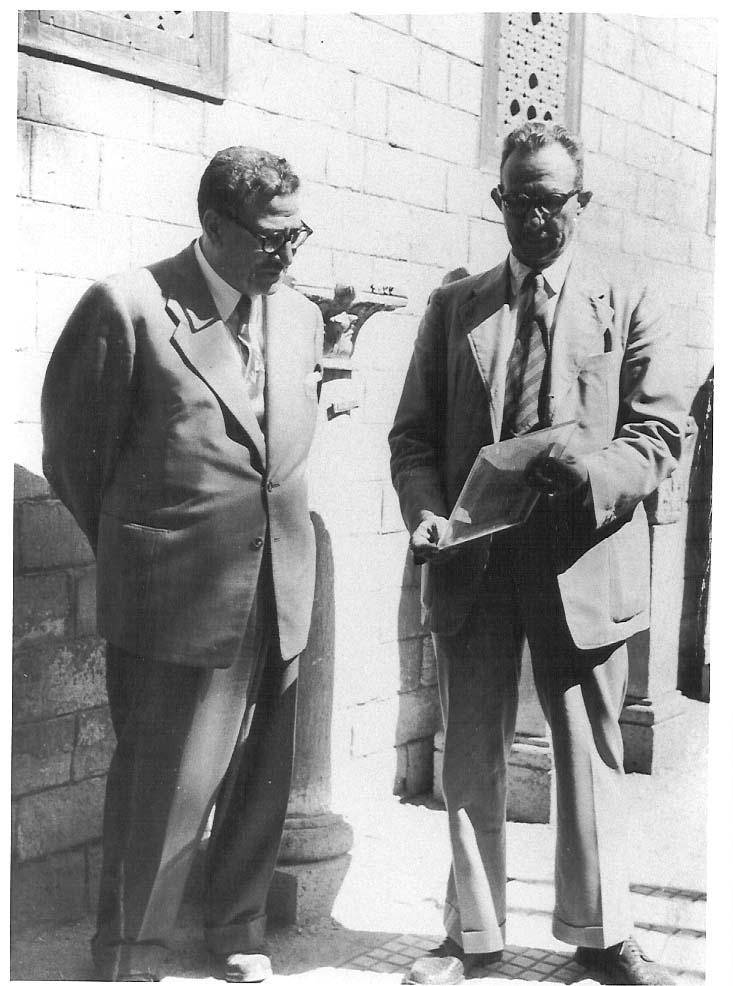
Pahor Labib con Henry Kissinger nel museo copto, con Labib che mostra una pagina dei codici di Nag Hammadi conservata in un vetro speciale

Labib contribuì anche allo studio dei codici di Nag Hammadi. La traduzione di questi testi fu un'impresa titanica, dato che la lingua copta trattava anche di filosofia. L'UNESCO si interessò a questi testi, e fondò un comitato internazionale per la loro traduzione e pubblicazione. Labib fu segretario, vicepresidente e presidente di questo comitato. La prima pubblicazione di parte del lavoro fu fatta da Labib nel 1956. La pubblicazione di manoscritti tradotti proseguì fino al 1984. Labib credeva che questa filosofia fosse di origine egizia (piuttosto che greca) e presentò uno studio in merito al Primo Congresso Internazionale di Coptologia del Cairo, nel 1976. Una mostra copta si tenne a Villa Hegel ad Essen (Germania Ovest) nel 1963, e Labib fu ospite d'onore.
Labib prese parte a numerosi comitati, sia nazionali che internazionali, grazie alla sua esperienza in numerosi campi. Fece parte di comitati relativi ad archeologia e turismo, compreso uno sul turismo copto. Labib fece anche parte della dirigenza del musei copto ed islamico del Cairo, e fu membro del consiglio di "Greater Cairo". Fu membro del consiglio dell'Istituto di archeologia copta, e membro fondatore dell'Institute of Coptic Studies e di La Societe de Saint Minas Le Miraculeux.
Labib fu membro fondatore e presidente del National Society of Art, nonché membro del consiglio della società "Des Amis des Arts". Labib insegnò all'università sia egittologia che lingua copta. La sua conoscenza sia dell'egizio che del copto, compresi dialetti e varianti, era ampia. Labib fu membro dell'istituto tedesco di archeologia di Berlino, dell'istituto di archeologia dell'università di Praga e del Comitato UNESCO per i musei.

## Onorificenze
Labib fu insignito della Gran Croce della Germania nel 1976. In seguito ad una visita della principessa Margherita II di Danimarca al museo copto nel 1963, ricevette la Decorazione Mondiale della Danimarca. Inoltre l'imperatore Hailé Selassié di Etiopia premiò Labib con una medaglia d'oro in seguito ad una visita al museo nel 1959. Dal 1976 al 1994 fu presidente onorario dell'International Association for Coptic Studies.
In occasione del 70º compleanno di Labib, il comitato dei codici di Nag Hammadi organizzò una celebrazione speciale e pubblicò un libro in suo onore, a cui contribuirono 21 importanti coptologi di tutto il mondo.

## Opere
- Breve saggio sugli studi sull'antico Egitto, 1947 (in lingua araba).
- Legislazione "HUR MOHEB", con Soofi Abu Taleb, 1972 (in lingua araba).
- Breve saggio sulle arti e i manufatti nelle antichità egiziane, con Moh'd Hammad, 1962 (in lingua araba).
- Guida al museo copto, 1955 (in inglese).
- The Coptic Museum and the Babylon Fortress in Old Cairo, con Victor Girgis, 1975 (in inglese).
- Arte copta (numero 118 della serie "Your Book"), 1978 (in lingua araba) (ISBN 977-247-231-7).
- Coptic Gnostic Papyri in the Coptic Museum, Vol I, Government Press, Il Cairo, 1956 (in inglese).
- Nag Hammadi Codices III, 2 and IV, 2: The Gospel of the Egyptians (The Holy Book of the Great Invisible Spirit) [Coptic Gnostic Library; Nag Hammadi Studies IV]. di Alexander e Frederik Wisse eds. con Pahor Labib (autore), 1975 (ISBN B001KZBSZ0).